# NGC 7514
NGC 7514 (również PGC 70689 lub UGC 12415) – galaktyka spiralna (Sbc), znajdująca się w gwiazdozbiorze Pegaza. Odkrył ją Édouard Jean-Marie Stephan 21 września 1876 roku.